# Shush
Shush este un oraș din Iran.